# Signy-l’Abbaye
Signy-l’Abbaye település Franciaországban, Ardennes megyében. Lakosainak száma 1346 fő (2022. január 1.). Signy-l’Abbaye Aubigny-les-Pothées, Dommery, Draize, Grandchamp, Lalobbe, Lépron-les-Vallées, Maranwez, Marlemont, Montmeillant, La Romagne, Thin-le-Moutier és Wagnon községekkel határos.

## Népesség
A település népessége az elmúlt években az alábbi módon változott:
| Lakosok száma | 1711 | 1493 | 1422 | 1365 | 1350 | 1364 | 1363 | 1354 | 1351 | 1346 |
|               | 1968 | 1982 | 1990 | 2006 | 2013 | 2015 | 2017 | 2019 | 2020 | 2022 |